# الجرداء (صنعاء)

تعديل مصدري - تعديل

حي الجرداء أحد أحياء مديرية السبعين في مدينة صنعاء اليمنية، بلغ عدد سكانه 33370 نسمة حسب التعداد السكاني في اليمن لعام 2004.

## الحارات
| الحارة             | عدد المساكن | عدد الأسر | الذكور | الأناث | الإجمالي |
| ------------------ | ----------- | --------- | ------ | ------ | -------- |
| ظفار               | 3026        | 2893      | 10745  | 9142   | 19887    |
| بني خالد           | 1005        | 971       | 4050   | 2856   | 6906     |
| بير البطة الشمالية | 578         | 544       | 2184   | 1753   | 3937     |
| الرحاب             | 401         | 363       | 1360   | 1280   | 2640     |
| الإجمالي           | 5010        | 4771      | 18339  | 15031  | 33370    |